# إليانا نافارو
إليانا نافارو (بالإسبانية: Eliana Navarro)‏ هي كاتِبة تشيلية، ولدت في 19 يونيو 1920 في فالبارايسو في تشيلي، وتوفيت في 5 يونيو 2006 في سانتياغو في تشيلي.